# Naturschutzgebiet Wiehbruch
Das Naturschutzgebiet Wiehbruch ist ein 39,93 ha großes Naturschutzgebiet (NSG) südwestlich von Dorf Altenhof im Gemeindegebiet von Wenden im Kreis Olpe in Nordrhein-Westfalen. Es wurde 2008 vom Kreistag mit dem Landschaftsplan Nr. 4  Wenden – Drolshagen ausgewiesen.

## Gebietsbeschreibung
Bei dem NSG handelt es sich um ein Quellbachkomplex mit naturnahen Quellbereichen, Bruchwäldern und Feuchtgrünland. Es kommen seltene Pflanzenarten wie Torfmoose vor.